# کاپرنیانیکا
کاپرنیانیکا (به ایتالیایی: Capergnanica) یک کومونه در ایتالیا است که در استان کریمونا واقع شده‌است.

## خصوصیات
کاپرنیانیکا ۶٫۸ کیلومترمربع مساحت و ۱٬۸۰۱ نفر جمعیت دارد و ۷۷ متر بالاتر از سطح دریا واقع شده‌است.